# Vladimir Isaichev
Vladimir Yevgenyevich Isaychev (em russo:  Владимир Евгеньевич Исайчев; nascido em 26 de abril de 1986) é um ciclista de estrada profissional russo. Ele competiu nos Jogos Olímpicos de Verão de 2012.

## Resultados da classificação geral nas Grandes Voltas
| Grande Volta | 2009 | 2010 | 2011 | 2012 | 2013 |
| ------------ | ---- | ---- | ---- | ---- | ---- |
| Giro         | 164  | —    | —    | —    | —    |
| Tour         | —    | —    | WD   | —    | —    |
| Volta        | —    | 133  | —    | —    | 131  |

WD = Retirou-se; Em andamento = IP